# Romarin Billong
 (février 2013).
Si vous disposez d'ouvrages ou d'articles de référence ou si vous connaissez des sites web de qualité traitant du thème abordé ici, merci de compléter l'article en donnant les références utiles à sa vérifiabilité et en les liant à la section « Notes et références ».
Romarin Billong, né le 11 juin 1970 à Moundou au Tchad est un footballeur camerounais, qui possède également la nationalité française. Il fut footballeur professionnel pendant douze ans, au poste de défenseur latéral.

## Biographie
Né le 11 juin 1970 à Moundou (Tchad), il est issu d'une famille camerounaise (ethnie « bassa ») comptant 5 enfants. Marié et père de 4 enfants, il est arrivé en France en 1972 et a grandi en région lyonnaise, habitant notamment à Tassin-la-Demi-Lune où il est scolarisé quelques années à l'école primaire Saint Charles. Il dispose de la double nationalité française et camerounaise.

### Études supérieures
Après un baccalauréat littéraire (philosophie/mathématiques - anciennement "Bac A1") obtenu en 1987 au lycée Frédéric Fays (Villeurbanne), il a obtenu en 1991 une maîtrise de sciences économiques (option gestion) de l'université Lumière Lyon 2. Ensuite, il a obtenu un DESS (équivalent Master 2 aujourd'hui) de contrôle de gestion de la même université en 1993. Il effectue ensuite son service militaire au Bataillon de Joinville (Promo 1994 - École interarmées des sports de Fontainebleau).
Après l'arrêt de sa carrière sportive professionnelle en juin 2002, il a complété cette formation supérieure initiale par un mastère spécialisé en gestion de patrimoine de l'École supérieure de commerce de Paris (ESCP Europe), diplôme qu'il a obtenu en 2003.

### Carrière sportive
Il intègre le centre de formation de l'Olympique Lyonnais (OL) en 1983 sans pour autant en être pensionnaire puisque ses parents habitaient la région lyonnaise : section sport-études du Collège Vendôme (Lyon 6e) en 1983-84 puis section sport-études du lycée Frédéric Fays (Villeurbanne) de 1984 à 1987. Il effectue sa formation au poste de milieu de terrain offensif (relayeur).
Après deux saisons en National (anciennement appelé "3e division"), il débuta en Ligue 1 le 7 avril 1990 avec l'OL à son poste de prédilection de milieu de terrain lors d'un déplacement à l'AS Monaco (1-0). Après l'avoir essayé à de nombreux postes offensifs et défensifs, Raymond Domenech, alors entraîneur de l'OL, reconvertit rapidement ce joueur au poste de défenseur latéral (droit ou gauche).
Pendant toute sa carrière, il disputa au total 130 matches en Ligue 1 avec l'Olympique Lyonnais et l'AS Saint-Étienne ainsi que 121 matches de Ligue 2 avec l'AS Saint-Étienne et l'AS Nancy-Lorraine. À ces matches de championnats, il faut ajouter 20 matches de Coupe de France et Coupe de Ligue. Au total, au niveau français, il disputa 271 matches de football professionnel en France et inscrivit 14 buts dont 12 en championnat de France (Ligue 1 et Ligue 2 confondus).
Au niveau international, il disputa 4 matches en Coupe de l'UEFA avec l'Olympique Lyonnais contre Osters Växjö (Suède - 1er tour) et Trabzonspor (Turquie - 2e tour) lors de la saison 91-92.
Fin 1999, il partit à l'essai pendant plusieurs semaines à West Ham United (Premier League anglaise) et disputa 2 matches d'essais avec l'équipe B (contre Wimbledon Football Club et Southampton Football Club) mais ne signa pas de contrat professionnel avec ce club.
Il fut également international camerounais (16 sélections), pays avec lequel il disputa notamment la CAN au Burkina Faso en 1998 ainsi que les éliminatoires pour la Coupe du monde 1998.

### Après sa carrière sportive
À l'issue d'un Mastère Spécialisé de l'ESCP Europe, il intègra en octobre 2003 la banque privée Société Générale Private Banking à Paris en qualité de conseiller en gestion de fortune.
Il a passé plus de 8 ansdans cette banque privée française où il a successivement occupé le poste de banquier privé senior, directeur associé adjoint du directeur chargé de l’ingénierie patrimoniale puis directeur associé chargé des partenariats externes (sociétés de gestion, family offices, principaux cabinets de conseil en gestion de patrimoine).
Il a quitté cette banque privée en juillet 2011 pour fonder la Financière Dioclès, dont il est associé majoritaire et gérant. Désormais entrepreneur au sein de ce « family office » (société de conseil patrimonial et financier) situé en région parisienne, il est notamment chargé du conseil financier et de la gestion opérationnelle de la société.
Il a ensuite été chroniqueur régulier de l'émission L'Équipe du Soir sur la chaîne L'Équipe 21.

## Palmarès
| - Olympique lyonnais - Division 1 - Vice-champion (1) : 1995 |  | - AS Saint-Étienne - Division 2 - Champion (1) : 1999 |

## Statistiques
| Saison                | Club                  | Championnat           | Championnat | Championnat | Coupe nationale | Coupe nationale | Coupe de la Ligue | Coupe de la Ligue | Compétition(s) continentale(s) | Compétition(s) continentale(s) | Compétition(s) continentale(s) | Cameroun | Cameroun | Total | Total |
| Saison                | Club                  | Division              | M.          | B.          | M.              | B.              | M.                | B.                | Comp.                          | M.                             | B.                             | M.       | B.       | M.    | B.    |
| 1989-1990             | Olympique lyonnais    | Division 1            | 6           | 1           | -               | -               | -                 | -                 | -                              | -                              | -                              | -        | -        | 6     | 1     |
| 1990-1991             | Olympique lyonnais    | Division 1            | 27          | 0           | 1               | 0               | -                 | -                 | -                              | -                              | -                              | -        | -        | 28    | 0     |
| 1991-1992             | Olympique lyonnais    | Division 1            | 28          | 2           | 1               | 0               | -                 | -                 | C3                             | 4                              | 0                              | -        | -        | 33    | 2     |
| 1992-1993             | Olympique lyonnais    | Division 1            | 25          | 2           | -               | -               | -                 | -                 | -                              | -                              | -                              | -        | -        | 25    | 2     |
| 1993-1994             | Olympique lyonnais    | Division 1            | 16          | 0           | 1               | 0               | -                 | -                 | -                              | -                              | -                              | -        | -        | 17    | 0     |
| 1994-1995             | Olympique lyonnais    | Division 1            | 5           | 0           | 1               | 0               | -                 | -                 | -                              | -                              | -                              | -        | -        | 6     | 0     |
| Sous-total            | Sous-total            | Sous-total            | 107         | 5           | 4               | 0               | -                 | -                 | -                              | 4                              | 0                              | -        | -        | 115   | 5     |
| 1995-1996             | AS Saint-Étienne      | Division 1            | 14          | 1           | -               | -               | -                 | -                 | -                              | -                              | -                              | -        | -        | 14    | 1     |
| 1996-1997             | AS Saint-Étienne      | Division 2            | 27          | 1           | 1               | 0               | 2                 | 0                 | -                              | -                              | -                              | -        | -        | 30    | 1     |
| 1997-1998             | AS Saint-Étienne      | Division 2            | 22          | 2           | 1               | 0               | 1                 | 0                 | -                              | -                              | -                              | 9        | 0        | 33    | 2     |
| 1998-1999             | AS Saint-Étienne      | Division 2            | 24          | 0           | -               | -               | 1                 | 0                 | -                              | -                              | -                              | -        | -        | 25    | 0     |
| 1999-2000             | AS Saint-Étienne      | Division 1            | 8           | 0           | 1               | 0               | 1                 | 0                 | -                              | -                              | -                              | -        | -        | 10    | 0     |
| Sous-total            | Sous-total            | Sous-total            | 95          | 4           | 3               | 0               | 5                 | 0                 | -                              | -                              | -                              | 9        | 0        | 112   | 4     |
| 2000-2001             | AS Nancy-Lorraine     | Division 2            | 32          | 1           | 1               | 0               | 3                 | 0                 | -                              | -                              | -                              | -        | -        | 36    | 1     |
| 2001-2002             | AS Nancy-Lorraine     | Division 2            | 14          | 2           | 3               | 0               | 1                 | 1                 | -                              | -                              | -                              | -        | -        | 18    | 3     |
| Sous-total            | Sous-total            | Sous-total            | 46          | 3           | 4               | 0               | 4                 | -                 | -                              | -                              | -                              | -        | -        | 54    | 3     |
| 2002-2003             | US Chantilly          | CFA 2                 | -           | -           | -               | -               | -                 | -                 | -                              | -                              | -                              | -        | -        | 0     | 0     |
| Total sur la carrière | Total sur la carrière | Total sur la carrière | 248         | 12          | 11              | 0               | 9                 | 1                 | -                              | 4                              | 0                              | 9        | 0        | 281   | 13    |